# كارلوس إيبارغوين (لاعب كرة قدم)
كارلوس إيبارغوين (بالإسبانية: Carlos Ibargüen Parra)‏ هو لاعب كرة قدم كولومبي في مركز الوسط، ولد في 1990 في ميديلين في كولومبيا. لعب مع تيبورونيس روخوس دي فيراكروز.

## وصلات خارجية
- كارلوس إيبارغوين (لاعب كرة قدم) على موقع قاعدة بيانات كرة القدم.إي يو (الإنجليزية)
- كارلوس إيبارغوين (لاعب كرة قدم) على موقع Soccerway.com (الإنجليزية)
- كارلوس إيبارغوين (لاعب كرة قدم) على موقع GSA (الإنجليزية)